# Trifenylmethaan
Trifenylmethaan is een organische verbinding, waarbij drie fenylgroepen zijn verbonden met een centraal koolstofatoom. De stof komt voor als een lichtbruin kristallijn poeder, dat onoplosbaar is in water.
Trifenylmethaan vormt de basisstructuur van een grote groep kleurstoffen, de trifenylmethaankleurstoffen. Trifenylmethaan zelf is geen kleurstof. Trifenylmethaankleurstoffen worden gebruikt voor het kleuren van textiel, papier of als pH-indicator. Er zijn er ook die in voedingsmiddelen mogen worden gebruikt. Tot de trifenylmethaankleurstoffen behoren onder andere malachietgroen en methylviolet.

## Synthese
Trifenylmethaan wordt gevormd in de Friedel-Craftsalkylering van benzeen met chloroform, met aluminiumchloride als katalysator:
{\displaystyle {\ce {3C6H6 + CHCl3 -> (C6H5)3CH + 3HCl}}}
Een alternatief is de reactie van benzeen met benzalchloride, met berylliumchloride als katalysator.
Een andere mogelijkheid is de reactie van benzeen met koolstoftetrachloride in aanwezigheid van aluminiumchloride, waarna het gevormde adduct met verdund zoutzuur wordt gehydrolyseerd:
{\displaystyle {\ce {3C6H6 + CCl4 + AlCl3 -> (C6H5)3CCl . AlCl3}}}
{\displaystyle {\ce {(C6H5)3CCl . AlCl3 + HCl -> (C6H5)3CH}}}

## Eigenschappen
Het waterstofatoom aan het centrale koolstofatoom is relatief zuur in vergelijking met andere koolwaterstoffen: de pKa ervan bedraagt 33. Deze aciditeit wordt veroorzaakt doordat het planaire carbanion zeer goed gestabiliseerd is door resonantie met de drie fenylgroepen. Toch grijpt deze delokalisatie niet plaats in de drie  fenylgroepen tegelijkertijd: dit is te wijten aan sterische hindering. De drie  fenylgroepen kunnen namelijk niet alleen tegelijk in één vlak liggen, doordat zij daarvoor te volumineus zijn.
Vroeger, voordat organometaalverbindingen als organische basen werden ingezet, werd het natriumzout van trifenylmethaan (dat eenvoudigweg gevormd wordt door reactie van trifenylmethylchloride met metallisch natrium) gebruikt als een sterke en niet-nucleofiele base.